# Tetraleurodes corni
Tetraleurodes corni és un hemípter del gènere Tetraleurodes de la família dels Aleiròdids.
L'espècie va ser descrita científicament per primera vegada per Sampson & Drews el 1941.